# Wenzelskirche (Břeclav)

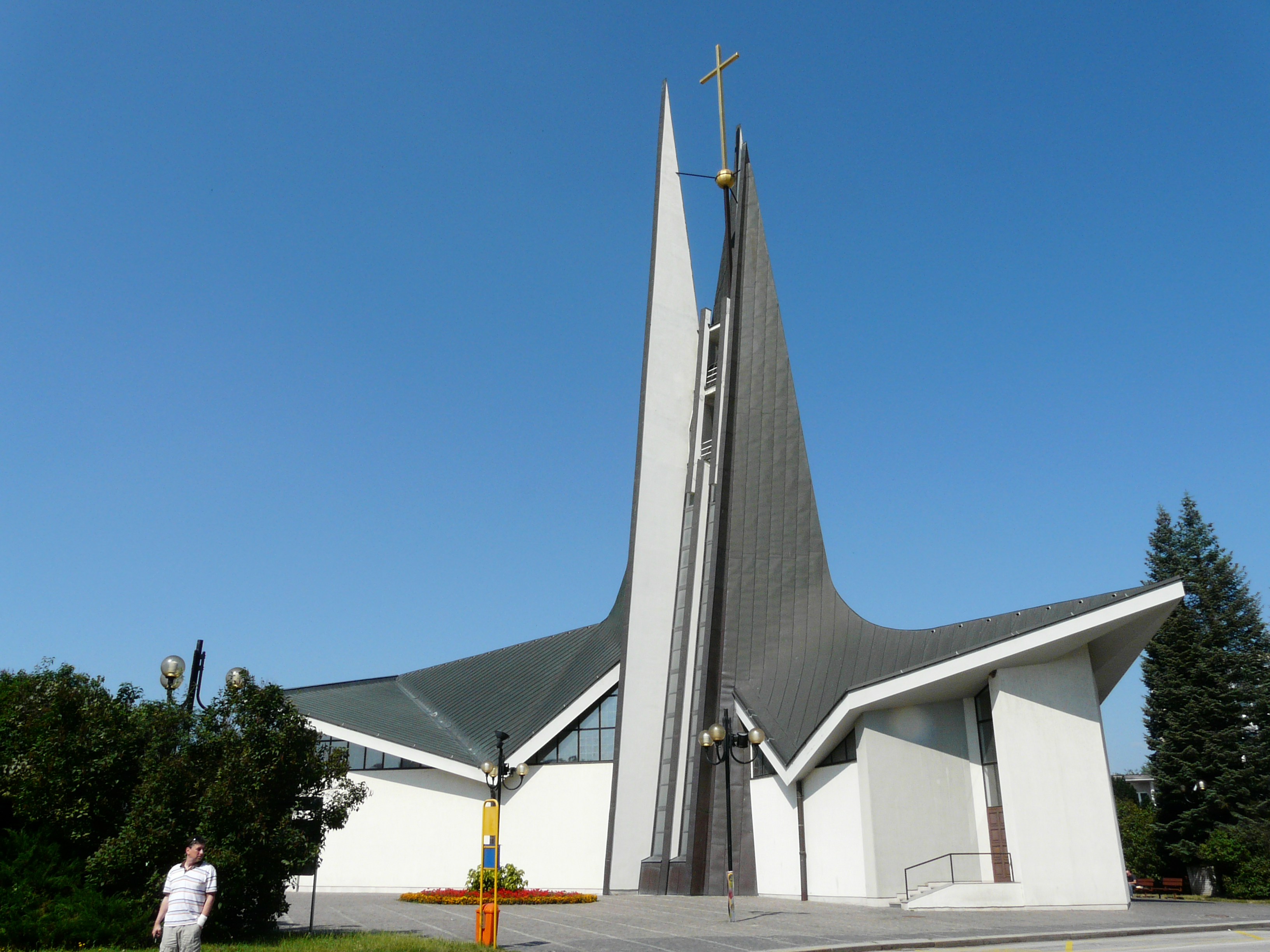
Wenzelskirche

Die Wenzelskirche (Kostel svatého Václava) ist eine römisch-katholische Pfarrkirche in der südmährischen Stadt Břeclav (dt. Lundenburg). Sie befindet sich am nám. T. G. Masaryka 8 (dem ehemaligen Stadtplatz) und gehört zum Dekanat Břeclav der Diözese Brünn. Die Kirche ist dem heiligen Wenzel geweiht.

## Geschichte

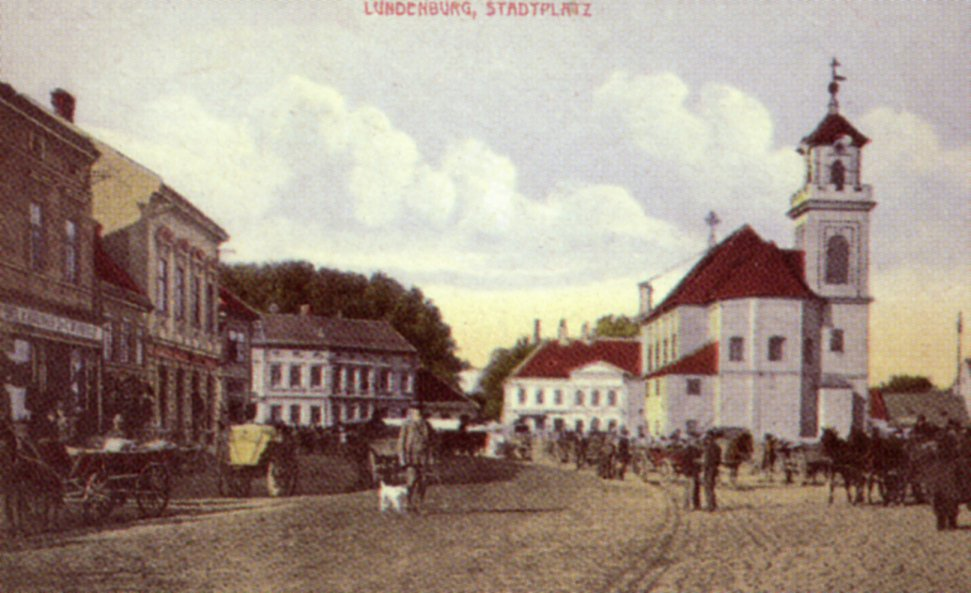
Die barocke Vorgängerkirche um 1900

Wie Grabungsfunde zeigten, bestand bereits eine romanische Kirche aus der Hälfte des 11. Jahrhunderts am Standort. Eine gotische Kirche wurde 1756 durch einen barocken Neubau ersetzt. Ab der 2. Hälfte des 19. Jahrhunderts wurde in der Wenzelskirche tschechisch gepredigt, in der 1856 neu errichteten Kyrill-und-Method-Kirche hingegen deutsch. Während des Zweiten Weltkriegs, als Lundenburg zum Deutschen Reich gehörte, wurde die Kirche am 20. November 1944 durch einen Bombenangriff zerstört. Nach dem Ende des kommunistischen Regimes beschloss man 1990, die Kirche neu zu erbauen und gleichzeitig der Stadt wieder einen markanten Mittelpunkt zu geben. Zwischen 1992 und 1995 wurde die gegenwärtige Kirche nach Plänen des Architekten Ludvik Kolek aus Brünn errichtet, nicht ohne vorher archäologische Ausgrabungen der romanischen Vorgängerkirche durchzuführen.

## Baubeschreibung

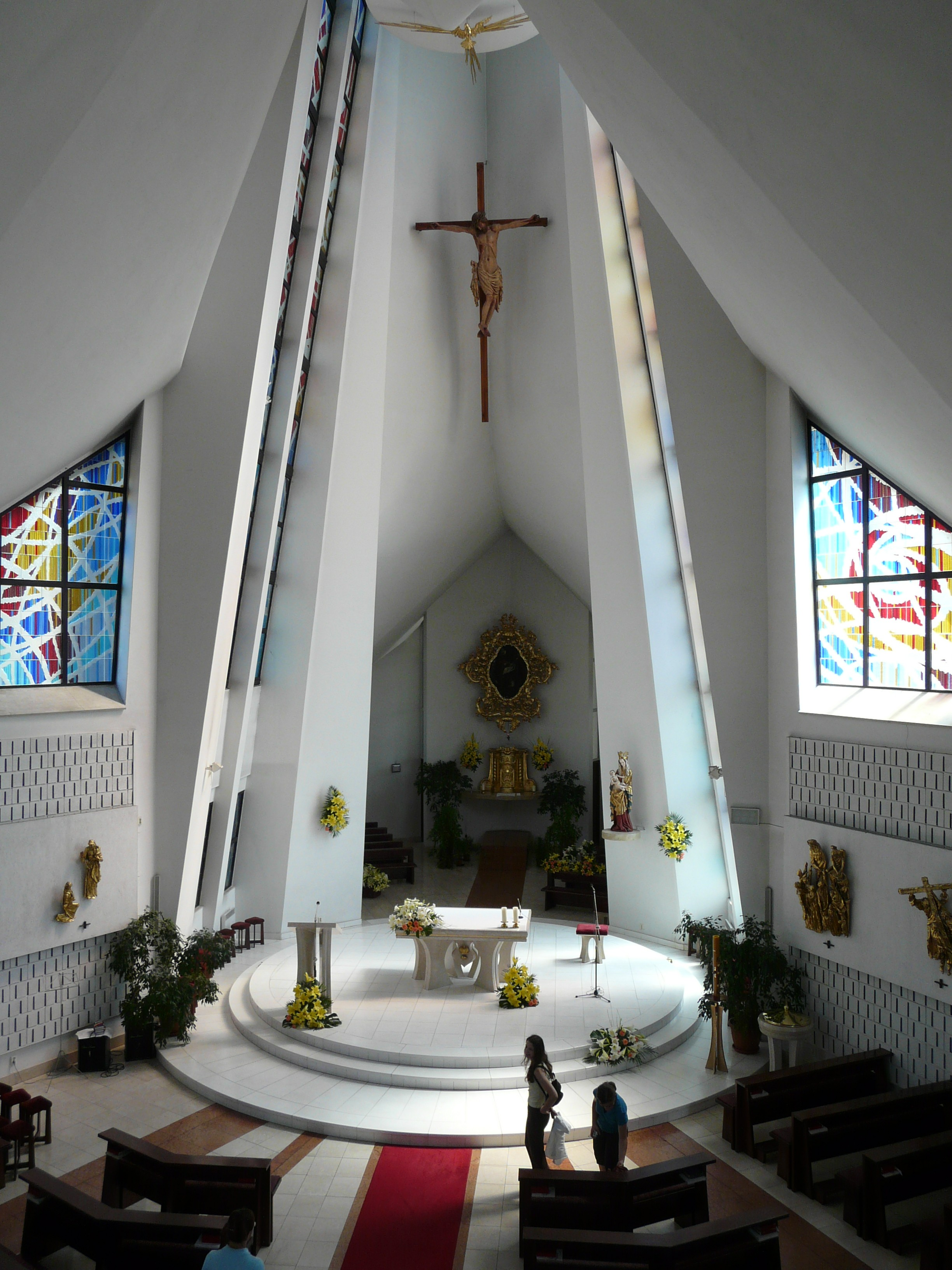
Das Innere der Kirche

Das Kirchenschiff und ein Gebetsraum treffen im Presbyterium zusammen, das sich direkt unter dem Turm befindet. Die Dachhorizontale geht in eine dominante dreiteilige Vertikale über, die als Symbol der Dreifaltigkeit gelten kann. Ein großes Kreuz bekrönt den Turm.
Im Inneren ist an der Stirnwand des Presbyteriums das Bild des ermordeten heiligen Wenzel zu sehen, eine Kopie von Jana Lukešová nach Peter Johann Brandl. Der barocke Goldrahmen stammt aus dem späten 17. Jahrhundert aus der Prager Prokopskirche, die 1962 gesprengt wurde. Hauptaltar und Ambo entwarf der Bildhauer Karel Stádník, ausgeführt hat sie Petr Váňa. Das barocke Tabernakel stammt aus Chomutov. Abstrakte Glasfenster von Milan Drábek und Zdeněk Čap stellen die Schöpfung des Kosmos und der Erde dar. Weitere vier Glasfenster von Karel Rechlík zeigen die Taufe Christi im Jordan, die Kreuzabnahme, Engel beim Jüngsten Gericht und die Auferstehung. Das Kreuz über dem Altar und eine Madonnenstatue sind Kopien gotischer Werke.
Unter der Kirche befinden sich Gemeinderäume und die Überreste romanischer Mauern der mittelalterlichen Kirche. Eine Fotoausstellung dokumentiert die Entwicklung der Kirche im Lauf der Jahrhunderte.